# Sebastian Castellio
Sebastian Castellio, eigenlijk Sébastien Châtillon, ook wel genoemd Castellion, Châtellion of Châteillon (Saint-Martin-du-Frêne, 1515 - Bazel, 23 december 1563) was een Frans humanist en theoloog. Als verdediger van de geloofs- en gewetensvrijheid tegenover Johannes Calvijn ontwikkelde hij in zijn geschriften een theorie over tolerantie.

## Levensbeschrijving

### Jeugd in de Jura
Castellio werd in 1515 geboren in Saint-Martin-du-Frêne (bij Nantua) in het Hertogdom Savoye.
In de streek hadden zich sinds de Middeleeuwen veel Waldenzen teruggetrokken. Zijn biograaf Hans Rudolf Guggisberg vermoedde dat Castellio in een Waldenzische traditie opgroeide.
Castellio groeide op in een arm boerengezin. Hij noemde zijn vader religieus onontwikkeld. Over hoe hij met de protestantse leer in aanraking kwam, heeft hij zich volgens Guggisberg niet uitgelaten.

### Aan de Universiteit van Lyon
In 1535 ging Castellio studeren in Lyon, destijds een centrum van humanisme, waar ook Martin Luther veel aanhang had, relatief ongehinderd door de Franse regering en de Rooms-Katholieke kerk. Castellio leerde er aan het Collège de la Trinité Latijn, Grieks en Hebreeuws. Naast zijn moedertaal Frans sprak hij ook Italiaans en een beetje Duits. Als student in Lyon ergerde zich daarbij aan de kwaliteit van de Vulgaat. Hij nam zich voor om, zodra zich de gelegenheid zou voordoen, zelf de Bijbel in het Latijn te vertalen.
In januari 1540 vonden in Lyon op last van de Inquisitie de eerste ketterverbrandingen van hugenoten plaats. Deze deden hem besluiten om zich definitief tot de Reformatie te bekeren, zijn studie te beëindigen, de stad te verlaten en zich aan te sluiten bij Johannes Calvijn, die zich na zijn verbanning uit Genève had gevestigd in Straatsburg.

### Met Calvijn in Genève

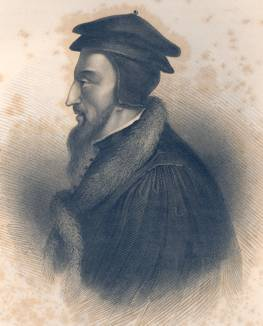
Johannes Calvijn, Gravure naar een olieverfschilderij uit de Universiteitsbibliotheek van Genève.

Al voor diens terugkeer naar Genève in 1541 regelde Calvijn voor Castellio een betrekking als rector aan de door Calvijn opgerichte Collège de Genève (een Latijnse school, thans Collège Calvin) en als predikant in Vandœuvres, vlak bij Genève. Diens nauwe band met Calvijn leverde Castellio veel gezag op in protestantse kringen in die tijd. In 1542 publiceerde Castellio tot enthousiasme van Calvijn zijn eerste boek: Dialogi sacri, een voor scholieren gedramatiseerde vertaling in het Frans en Latijn van Bijbelverhalen.
Al snel kreeg Castellio echter theologische en persoonlijke conflicten met Calvijn. Voltaire schreef over deze conflicten met Calvijn: "Men kan de kwaadaardigheid van deze tirannie afmeten aan de onderdrukking waaraan Castellio werd onderworpen onder verantwoordelijkheid van Calvijn - hoewel Castellio een veel groter geleerde was dan Calvijn, wiens jaloezie hem uit Genève deed verdrijven."
Castellio werkte aan een Franse en Latijnse vertaling van de hele bijbel, maar dat lag bij Calvijn erg gevoelig. Zo was er een conflict over de vraag of het in het Frans en Latijn vertaalde Hooglied wel aan de scholieren mocht worden voorgelegd, omdat het als (te) erotisch getint werd beschouwd. Er speelde ook dat Calvijn al een Bijbelvertaling had omarmd van zijn neef, Pierre Olivetan. Calvijn schreef daarover aan een vriend: "Neem nou dat belachelijke opzetje van Sebastien. Ik moet er om glimlachen, maar tegelijkertijd maakt het mij boos. Drie dagen geleden vroeg hij mij toestemming om zijn vertaling van het Nieuwe Testament te mogen uitgeven."
De conflicten tussen Castellio en Calvijn verergerden nog toen Castellio in een publieke bijeenkomst stelde dat de geestelijkheid moest ophouden met vervolging van degenen die er andere interpretaties van de Bijbel op na hielden. Hij vond dat de geestelijkheid niet moest pretenderen de waarheid in pacht te hebben. Ook over de leer van de predestinatie verschilden Calvijn en Castellio van opvatting. Calvijn wees vervolgens ook nog eens een verzoek van Castellio af om een beter betaalde betrekking als predikant.
In 1543 sloeg de Pest toe in Genève. Castellio was de enige geestelijke die de zieken bezocht. Calvijn en diens kring van bestuurders en predikanten hielden zich er verre van en verlieten de stad. Calvijn rechtvaardigde zich hier later voor: hij was onmisbaar; hulp aan een deel van de kerkelijke gemeenschap zou leiden tot verzwakking van de gemeenschap als geheel." Castellio uitte geen kritiek op de uitwijk van Calvijn, maar wel op de lafheid van diens predikanten. Dit leverde hem in 1544 een aanklacht op bij de Raad van Genève, omdat Castellio de eenheid van de predikanten in diskrediet zou hebben gebracht. Castellio legde zijn ambt neer, voordat de Raad zich over de klacht kon buigen. Op 30 mei 1544 werd hij officieel van zijn taken ontheven.
Calvijn schreef voor Castellio een getuigschrift, waarin hij verwees naar diens onjuiste theologische opvattingen, over het Hooglied en over de Hellevaart van Christus. En in een brief aan Guillaume Farel, een dag later, noemde hij Castellio een schismaticus.

### Hoogleraar in Bazel
Vervolgens vertrok Castellio in 1544 met zijn echtgenote en zijn schare kinderen naar Bazel. Het lukte hem niet om een aanstelling als predikant te verwerven. De jaren die volgden sleet hij met zijn gezin in diepe armoede. De gewezen rector van Genève en een van de grootste geleerden van zijn tijd moest van deur tot deur gaan, bedelend om een stuk brood. Zweig speculeerde dat zijn onmin met de machtige Calvijn Castellio in de weg zat bij het vinden van een betrekking. De toorn uit Genève werd gevreesd. Bij gebrek aan een vast inkomen nam hij zijn toevlucht tot losse opdrachten, variërend van het uitgraven van sloten tot het geven van privélessen. Ook kon hij de geleerde drukker/uitgever Johannes Oporinus af en toe assisteren als corrector.
Op 13 oktober 1546 schreef hij zich in aan de Universiteit van Bazel. Op 1 augustus 1553 behaalde hij er de graad van magister artium, waarna hij nog hetzelfde jaar werd aangesteld als hoogleraar Oudgrieks. Hij gaf er werken uit van Xenophon, Homerus en andere Griekse schrijvers, alsmede middeleeuwse devotiewerken als de mystieke Theologia Deutsch en De imitatione Christi van Thomas a Kempis.

### De kwestie Servet

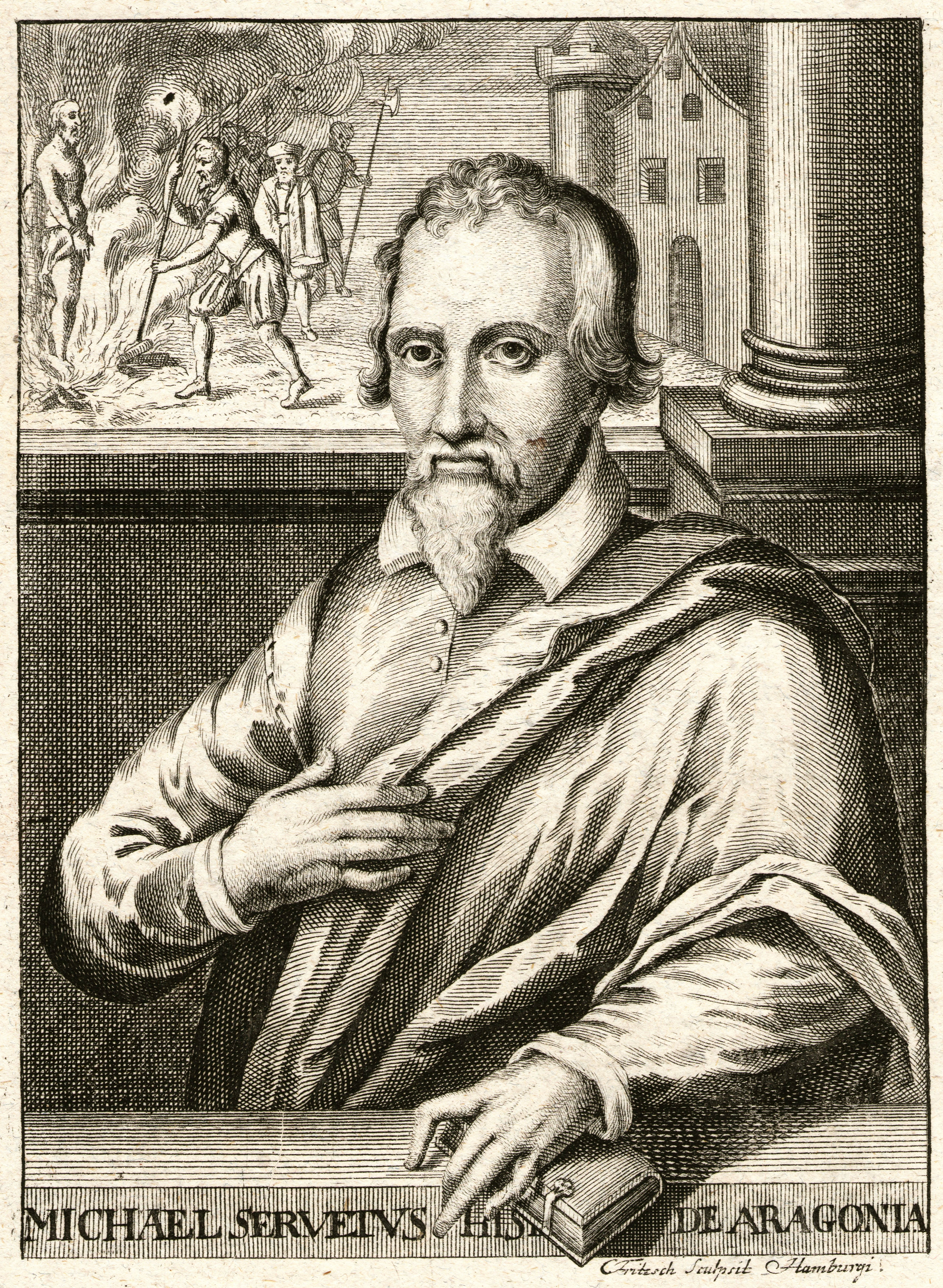
Michael Servet met op de achtergrond de brandstapel

De Spaanse arts en theoloog Michael Servet was een eminent geleerde die vanwege zijn anti-trinitarische denkbeelden vervolgd werd door zowel de rooms-katholieke kerk als door de reformatoren.
Daarnaast was ook zijn standpunt met betrekking tot de kinderdoop voor de (niet-religieuze, dat wil zeggen: niet zijnde de kerk, Genève was een zelfstandige stad) autoriteiten niet bepaald rustgevend. De standpunten van de wederdopers hadden immers in onder andere Münster (zie ook Jan van Leiden) voor grote, bloedige onlusten gezorgd en behelsden veel meer dan enkel religieuze overwegingen. Servat plaatste zich met zijn ideeën dus op één lijn met deze groep. 
Servet was door de katholieke autoriteiten als ketter veroordeeld, maar ontsnapte – voordat zijn vonnis kon worden voltrokken – uit de gevangenis van Vienne. 
In 1553 publiceerde Servet anoniem het boek Restitutio Christianismi (Herstel van het christendom). Daarin bekritiseerde hij Calvijn en diens Institutie. Servet wilde niets weten van drie personen binnen de Godheid, maar sprak van drie krachten. Al op 3 februari 1546 schreef Calvijn aan Guillaume Farel dat hij het voornemen had Servet te laten ombrengen, zodra hij daar de gelegenheid voor zou hebben. 
Op zondag 13 augustus 1553 woonde Servet in Genève een dienst bij die door Calvijn werd geleid. Daar werd Servet herkend. Calvijn gaf hem aan bij het stadsbestuur en drong erop aan Servet te laten arresteren. 
De gemeenteraad van Genève, verantwoordelijk voor de rechtspraak in de stad, vroeg Vienne op 21 augustus van 1553 om afschriften van de bewijsstukken tegen Servet. Vienne verlangde onmiddellijke uitlevering van Servet. De gemeenteraad van Genève stelde Servet toen voor de keus: óf terugkeren naar Vienne óf in Genève blijven om de uitkomst van de rechtszaak af te wachten. 
De gemeenteraad overlegde vervolgens met een viertal bondgenoten. De beslissing van de gemeenteraad van 25 oktober 1553 op basis van die reacties luidde als volgt: 'De hoge heren hebben, na ontvangst van de meningen van de kerken van Bazel, Bern, Zürich en Schaffhausen over de affaire-Servet, genoemde Servet ertoe veroordeeld naar Champey te worden gevoerd om aldaar levend te worden verbrand.' 
Calvijn stelde voor deze doodstraf door de brandstapel om te zetten in terechtstelling door het zwaard, hetgeen echter niet gebeurd is. Calvijn heeft Servet nog meerdere malen opgezocht in de gevangenis waar hij wachtte op zijn executie. Servet werd op 27 oktober 1553 levend verbrand op de brandstapel.
De veroordeling door de gemeenteraad heeft verbazing gewekt bij tijdgenoten. Wolfgang Musculus schreef dat hij dacht dat Servet duidelijk baat verwachtte te hebben bij de vijandschap van de gemeenteraad jegens Calvijn. Gelet ook op Servets keuze om Genève te verkiezen boven Vienne. 
De terechtstelling van Michael Servet was het begin van een hevige polemiek tussen Calvijn en Castellio over tolerantie en over de rol van de overheid in religieuze aangelegenheden.
Castellio, die Servets werken niet eens gelezen had, reageerde in december van hetzelfde jaar met het anoniem gedrukte Historia de morte Serveti en schreef een antwoord op Calvijns apologie met de uitgave van De haereticis, an sint persequendi („Over de ketters, of zij vervolgd moeten worden“), een bundeling van teksten waarin Johannes Chrysostomus, Augustinus van Hippo, Martin Luther (Over het wereldlijke gezag, in hoeverre men die gehoorzaamheid schuldig is), Erasmus en zelfs Calvijn zelf (Commentaar op Seneca's De Clementia uit 1532) zich tegen de doodstraf voor ketters uitspraken. In zijn pleidooi voor religieuze tolerantie beriep hij zich op Luther. Castellio schreef de inleiding tot het werk zelf, maar onder het pseudoniem Martinus Bellius en droeg het werk op aan Christoph, hertog van Württemberg. Het werd een hele polemiek met Calvijn en Beza, waarop Castellio in 1554 wederom een publicatie uitbracht: Contra Libellum Calvini. In deze publicatie bestreed Castellio het recht van de wereldlijke macht om afwijkingen in de kerkelijke leer met geweld te bestrijden. Het geschrift bevatte Castellio's bekendste citaat:
Hominem occidere non est doctrinam tueri sed hominem occidere.
(Een mens doden betekent niet een leer verdedigen, het betekent een mens doden.)
—Sebastian Castellio, Contra libellum Calvini
Castellio betoogde dat Christus ons geen absolute waarheid heeft onderwezen, maar de liefde. De kerk mag tegen afwijkende opvattingen alleen het door Paulus beoogde wapen inzetten, namelijk overreding. Het maakt ook geen goede indruk op Turken en Joden als diegenen die de naam van Christus bekennen, door Christenen zelf met vuur, water en zwaard en zonder mededogen, omgebracht worden en wreder worden behandeld dan dieven en struikrovers. Castellio verwees ook nog naar Jezus' parabel van het "Onkruid onder het tarwe" (Matteüs 13:24-30,37-43). Christenen mogen het laatste oordeel niet eigenmachtig vellen. Hiermee onderscheidt de gereformeerde kerk zich niet van de katholieke Inquisitie.
Voor zover Calvijn en Castellio nog door een deur konden, was dat nu voorgoed verleden tijd. Calvijn noemde Castellio een "werktuig van Satan" en verbood diens Bijbelvertaling.

### De laatste jaren

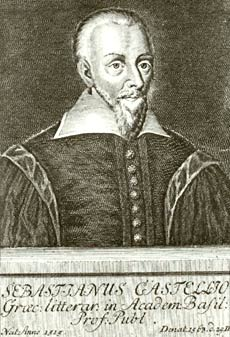
Sebastian Castellio (1515-1563)

In zijn laatste jaren bekritiseerde Castellio in het bijzonder Calvijns leer van de predestinatie, die hij in zijn onvoltooide Dialogi quatuor bestreed. De groeiende invloed van het calvinisme zat Castellio behoorlijk in de weg: het werd lastig om zijn werken gepubliceerd te krijgen. Castellio werd immers door de calvinisten beschouwd als "werktuig van Satan". Zijn laatste werk, De arte dubitandi („Over de kunst van het twijfelen“), werd pas in 1981(!) volledig gepubliceerd. Hierin betoonde hij zich als vroege proponent van het rationalisme, door de rede boven het dogma te stellen en bijvoorbeeld het Avondmaal louter als symboliek te duiden.
De druk van de calvinisten werd zo sterk dat Castellio overwoog naar Polen-Litouwen uit te wijken, waar de religieuze tolerantie onder Sigismund II August van Polen een opleving had.
In Bazel kwam Castellio in contact met de Nederlandse wederdoper David Joris, die daar sinds 1544 tot aan zijn dood in 1556 in ballingschap woonde. Joris was een controversiële figuur met een aanzienlijke schare aanhangers; hij claimde de nieuwe David te zijn en hij beweerde toverkracht te hebben. Joris preekte geweldloosheid en tolerantie. Tegelijkertijd matigde hij zichzelf onfeilbaarheid aan: hij sprak uit Gods mond, eiste volledige gehoorzaamheid van zijn aanhangers en ongeloof aan hem was die zonde tegen de Heilige Geest die nooit vergeven zal worden. In hoeverre Castellio een aanhanger was van Joris, is niet helder, maar dat er sprake was van sympathie, is wel duidelijk. Ook in Genève bleef dat niet onopgemerkt. Beza schreef in 1563 aan de predikanten van Bazel een lange opsomming van ketterse zonden van Castellio, waaronder diens contact met David Joris. Dit leidde in november 1563 tot een officiële aanklacht, waartegen Castellio zich op 24 november 1563 schriftelijk verweerde.
Castellio's vroegtijdige dood op 23 december 1563, 48 jaar oud, verhinderde een mogelijke veroordeling en ballingschap wegens ketterij. Hij werd in de Munster van Bazel begraven, in de tombe van een notabele lokale familie. Lang heeft zijn gebeente daar niet gelegen, want fanatici haalden het weg, verbrandden het lijk en verspreidden de asresten. Drie Poolse edelen, oud-studenten van Castellio, richtten later een monument voor hem op, maar dat is later per abuis vernietigd; alleen de inscriptie bestaat nog.
Castellio liet acht kinderen na, uit twee huwelijken. Zijn jongste zoon, Friedrich, die bij de dood van zijn vader slechts een jaar oud was, schopte het later tot hoogleraar in de retorica aan de Universiteit van Bazel.

## Ideeën

### Ketterij

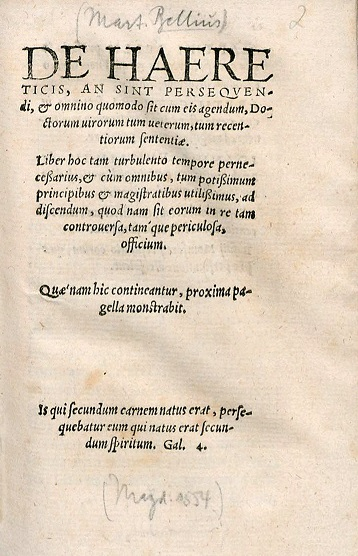
Sebastian Castellio, De haereticis, an sint persequendi, voorblad

Al sinds haar vroegste tijd zag de christelijke kerk het als haar opdracht de kerkelijke dogma's te bewaken. De kerkvaders, apologeten en kerkleraren produceerden een grote hoeveelheid literatuur, waarin werd gepoogd de uiteenlopende ketters verklaarde leringen (vaak zeer gedetailleerd) te weerleggen. De tot ketters bestempelde gelovigen werden al vóór de tijd van de eerste concilies vervolgd en hun geschriften werden verbrand. Bij Ignatius van Antiochië (overleden ca. 110-120) was het begrip ketterij al duidelijk een negatief begrip voor een stelling, die niet te verenigen was met de leer van het christendom. Door Ireneüs van Lyon werd in ongeveer het jaar 180 duidelijker inhoud gegeven aan het begrip ketterij (heresie).
In de eerste jaren van de reformatie was nog niet uitgekristalliseerd hoe de reformatoren - zelf doorgaans verketterd door de Rooms-Katholieke Kerk - dachten over ketterij in de protestantse leer. De idee dat er binnen dezelfde gemeenschap ruimte is voor verschillende opvattingen had nog niet postgevat; dat afwijkende meningen te vuur en te zwaard bestreden moesten worden was immers eeuwenlang onomstreden geweest. Er waren wel protesten, maar die kwamen eigenlijk alleen van de vervolgden zelf, zoals de kalkoen niet dol is op kerstmis. Met name vervolgde dopers hadden reeds geprotesteerd tegen de niets en niemand ontziende wijze waarop de overheden hen het leven zuur maakten. Iemand als de Nederlandse doper David Joris had betoogd dat hij een brave burger was die niemand kwaad berokkende. Het was oneerlijk, zo schreef hij aan het Hof van Holland, dat mensen die niets anders wilden dan leven in overeenstemming met hun geloof, meer van het justitiële apparaat te verduren hadden dan dieven en rovers. David Joris nam de wijk naar Bazel. Zijn gedreven pleidooi voor tolerantie werd nauwelijks door iemand serieus genomen.
De executie van Michael Servet op last van Calvijn dreef de zaak op de spits. Na de executie verdedigde Calvijn zijn daad in het geschrift Defensio orthodoxae fidei de sacra Trinitate. Hij betoogde daarin waarom de opvattingen van Servet aangaande de Drie-eenheid onjuist waren, en daarom ketters. En hij zette uiteen, onder verwijzing naar diverse Bijbelse bronnen, waarom ketterij fel bestreden moet worden. In de polemiek die volgde tussen Calvijn en Castellio, waarin ook Beza zich mengde, gaat het er verhit aan toe. Castellio was van opvatting dat een gelovig man als Servet de ruimte had moeten krijgen voor zijn afwijkende mening. Toch ging Castellio niet zo ver om ruimte te geven aan alle opvattingen. In zijn Contra libellum is hij daar het duidelijkst over, in de paragraaf getiteld wie is een ketter en hoe zij behandeld moeten worden. Net zoals Calvijn maakte hij een onderscheid tussen de vromen, de onvromen en het midden. Over de onvromen had Castellio geen wezenlijk andere opvatting als Calvijn: "De onvromen minachten God, de godslasteraars, vijanden en bespotters van alle religie, die de Heilige Schrift gelijkstellen aan wereldlijke geschriften; dat zijn de hebzuchtigen, de losbandigen, sektariërs van de wellust. De meesten zijn afvalligen, die eerst in het Evangelie geloofden en toen atheist zijn geworden. (...) Als zij God loochenen, belasteren, als zij openlijk kwaad spreken over de heilige leer van de Christenen, als zij het heilige leven van de vromen verachten, dan moeten de magistraten hun bestraffen. Niet vanwege hun religie, die zij niet hebben, maar vanwege hun ongodsdienstigheid."
Wat betreft de passende bestraffing van ketters liet Castellio zich pas aan het einde van zijn leven duidelijk uit. In zijn Conseil à la France désolée uit 1562 achtte hij excommunicatie de enige gepaste straf, en dan pas na herhaalde bekentenissen. Aangezien excommunicatie wordt uitgesproken door kerkelijke autoriteiten, en niet door de wereldlijke magistratuur, kwam hij daarmee terug op zijn eerdere opvatting dat bestraffing van ketterij een zaak is voor de rechter.

### Tolerantie
Het duidelijkst over (godsdienstige) tolerantie werd Castellio pas aan het einde van zijn leven, in zijn boek Conseil à la France désolée uit 1562. Hij stelde daarin de ene geloofsrichting niet boven de andere en meende dat geen enkel geloof als het enige ware geloof kon worden beschouwd. Castellio was daarom niet gericht op de leer maar op de moraal waarvan hij meende dat deze in de grondvorm in elke kerkelijke richting hetzelfde zou zijn, namelijk dat men de ander moet behandelen zoals men zelf behandeld wenst te worden.
Ook over zijn eigen opvattingen was hij bescheidener dan veel tijdgenoten, en zeker dan Calvijn, die zijn opvattingen als onfeilbaar presenteerde. In zijn voorwoord bij zijn Bijbelvertaling schreef hij dat de vertaling stellig veel fouten bevatte, aangezien hij veel passages uit de Bijbel zelf niet goed begreep. De lezer deed er daarom goed aan om te vertrouwen op zijn eigen oordeelsvermogen.
Castellio was een voorstander van politiek-godsdienstige tolerantie waardoor ieder in vrijheid zijn eigen geloof kan beleven en de overheid alleen dan behoort op te treden als er zich uitwassen voordoen. Ook stelde hij zich onverschillig op ten aanzien van de christelijke dogma's van de goddelijkheid van Jezus Christus en de protestantse leer van de rechtvaardiging door het geloof.
Of godsdienstige tolerantie zich ook uitstrekte tot gelovigen buiten het christendom, daarover liet Castellio zich niet duidelijk uit. Allereerst constateerde hij dat Joden en Turken (islamieten dus) in het algemeen op tolerantie konden rekenen. Het leek hem raadzaam om als christenen het goede voorbeeld te geven met onderlinge tolerantie. En het zou beter zijn als joden en moslims zich tot het ware christelijke geloof zouden bekeren. Maar gedwongen bekeringen, daar zag hij niets in. Een gedwongen christen is geen goede christen; bekering zou een vrijwillige daad moeten zijn, zo schreef hij in zijn Conseil à la France désolée.

### Invloeden
In welke mate Castellio werd beïnvloed door de Waldenzische traditie uit zijn geboortestreek is speculatief, aangezien hij zich er zelf niet over heeft uitgelaten. Aangenomen mag echter wel worden dat hij er bekend mee was. De Waldenzen vormden een proto-protestantse beweging die als ketters hevig vervolgd werden door de Inquisitie.
De auteurs die veel invloed hebben gehad op het denken van Castellio over tolerantie zijn handzaam terug te vinden in zijn geschrift De haereticis, an sint persequendi. Het bevat een bloemlezing van eerdere auteurs over de vraag hoe en in hoeverre ketterij vervolgd moet worden. Luther en Calvijn worden erin geciteerd, evenals de humanisten Desiderius Erasmus, Johannes Brenz, Urbanus Rhegius, Sebastian Franck, Celio Secondo Curione, Konrad Pellikan en Otto Brunfels, alsook de kerkvaders Augustinus van Hippo, Lactantius, Johannes Chrysostomus en Hiëronymus van Stridon.
Tijdgenoten waarmee hij correspondeerde zijn tegenwoordig niet meer zo bekend. De meest voorkomende namen, of personen die nu nog enige bekendheid genieten, zijn Jean l'Archer, Mathurin Cordier, Celio Secondo Curione, Joris Cassander, Bonifacius Amerbach, Francisco de Enzinas, Felix Plater, Christopher Carlile, Hessel Scheltes van Aysma, Niklaus Zurkinden, Philipp Melanchthon, Guillaume Constantin, Justus Velsius, Benedictus Aretius, Martin Cellarius. Met bekende geestverwante tijdgenoten als Michel de Montaigne en Dirck Volkertsz. Coornhert onderhield hij geen aantoonbaar contact.
Castellio's ideeën over tolerantie hebben veel invloed gehad. Willem van Oranje propageerde zijn verzoeningspolitiek in het pamflet Vermaninghe ende Raet voor de Nederlanden (1578), dat een op de Nederlanden toegesneden bewerking was van Conseil à la France désolée. John Locke bouwde voort op de ideeën van Castellio, evenals John Milton, René Descartes en Michel de Montaigne. Hij opende de weg voor Pierre Bayle (1647-1706), die aan hem een lang artikel wijdde in zijn Dictionnaire historique et critique. Ook de Nederlandse Remonstranten achten zich – mede onder invloed van Dirck Volkertsz. Coornhert – schatplichtig aan de inzichten van Castellio. Ook het Socinianisme, de vroege Verlichting en het Piëtisme stonden onder invloed van Castellio's ideeën over tolerantie en vrijheid van religie. De Dialogi sacri werden tot in de 17e en 18e eeuw geregeld herdrukt en als schoolboek gebruikt.

## Werken
- (la) Sebastian Castellio (1542). Dialogi sacri, Genève.
- (la) Sebastian Castellio (1551). Biblia sacra latina, Bazel.
- (la) Sebastian Castellio (1554). Contra libellum Calvini.
- (la) Sebastian Castellio (1554). De haereticis, an sint persequendi, Bazel.
- (fr) Sebastian Castellio (1555). La Bible translatée avec annotations, Bazel.
- (fr) Sebastian Castellio (1562). Conseil à la France désolée.
- (la) Sebastian Castellio (1562). De arte dubitandi.

## Voetnoten, verwijzingen en bronnen
1. ↑  Guggisberg (1997), pagina 11–16.
2. 1 2 3 4  Hillar (2002)
3. ↑  Zweig (1936), pagina 89
4. ↑  Zweig (1936), pagina 242
5. ↑  Zweig (1936), pagina 234
6. ↑  (de) Johannes Calvijn, Zeugnis für Sebastian Castellio (1544).
7. ↑  Stückelberger (1939), pagina 97.
8. ↑  Zweig (1936), pagina 337
9. ↑  (de) Wackernagel, Hans Georg (1956). Die Matrikel der Universität Basel. Verlag der Universitätbibliothek, Bazel, p. 44.
10. ↑  (fr) Musée virtuel du protestantisme français, Jean Calvin (1509-1564). Gearchiveerd op 18 november 2006. Geraadpleegd op 2 juli 2018.
11. ↑  (de) Schwendemann, Wilhelm (2009). Calvin, Castellio und die Menschenrechte – einen Menschen töten heißt nicht eine Lehre verteidigen, sondern einen Menschen töten. Theo-Web. Zeitschrift für Religionspädagogik.
12. ↑  (de) Plath, Uwe (2014). Der Fall Servet und die Kontroverse um die Freiheit des Glaubens und Gewissens. Alcorde, Essen, 106–115.
13. ↑  (de) Bornkamm, Heinrich (2008). Die Religion in Geschichte und Gegenwart. UTB, Stuttgart, "Toleranz. In der Geschichte des Christentums". ISBN 978-3825284015.
14. ↑  Geciteerd door Guggisberg (1997), pagina 97–98.
15. ↑  Salvadori (2008), pagina 42
16. ↑  Zie (en) Wikipedia: Warsaw Confederation
17. ↑  Van Veen (2012)
18. ↑  Stückelberger (1939), pagina 117–118
19. ↑  Mahlmann-Bauer (2006)
20. ↑  Guggisberg (1997), pagina 233
21. ↑  Veen, van, Mirjam, Castellio: vroege held van religieuze tolerantie. Gearchiveerd op 2 juli 2018. Geraadpleegd op 2 juli 2018.
22. ↑  Geciteerd door Hillar (2002), pagina 11
23. ↑  Michael Bruening van de Missouri University of Science and Technology brengt de (overgebleven) correspondentie in kaart die Castellio bij zijn leven voerde: (en) Michael Bruening, Castellio Correspondence Project. Missouri University of Science and Technology. . De lijst met correspondentie is te vinden op de overzichtspagina van het Castellio Correspondence Project
24. ↑  René van Stipriaan, De zwijger. Het leven van Willem van Oranje, 2021, p. 522-523
25. ↑  Via teksten van Aggaeus van Albada, die Castellio graag citeerde, kwam diens gedachtegoed indirect ook terecht in werk van Coornhert. Met name in zijn Proces van't Ketterdoden (1590) haalde Coornhert indirect aldus Castellio aan (bron o.a.: Gruppelaar, J. (2009). Coornhert Politieke geschriften. Opstand en Religievrede. AUP, Amsterdam.)